# Livre vermeil de Montserrat
Le Livre vermeil de Montserrat (en catalan : Llibre Vermell de Montserrat) est un recueil de textes religieux, parmi lesquels figurent plusieurs hymnes de la fin du Moyen Âge. Le manuscrit a été réalisé au XIVe siècle à l'abbaye de Montserrat, en Catalogne, où il se trouve toujours aujourd'hui.

## Manuscrit
Le manuscrit a été écrit vers 1399 et contenait environ 350 pages (172 doubles pages format in-folio), dont seulement 137 nous sont parvenues, notamment en raison de l'incendie qui ravagea le monastère en 1811, pendant la guerre d'indépendance espagnole. Le titre fait allusion à la couverture de velours rouge qui contenait le recueil à la fin du XIXe siècle. Toutes les œuvres sont anonymes.
Le monastère abrite le sanctuaire de la Vierge de Montserrat, qui était un lieu de pèlerinage très fréquenté au moment de l'écriture, de la réalisation du manuscrit.

## Contenu musical
Le réalisateur anonyme de cette compilation en définit clairement l'objectif :
| « Quia interdum peregrini quando vigilant in ecclesia Beate Marie de Monte Serrato volunt cantare et trepidiare, et etiam in platea de die, et ibi non debeant nisi honestas ac devotas cantilenas cantare, idcirco superius et inferius alique sunt scripte. Et de hoc uti debent honeste et parce, ne perturbent perseverantes in orationibus et devotis contemplationibus. » |  |  | « Lorsqu'ils veillent la nuit dans l'église de Notre-Dame de Montserrat, les pèlerins souhaitent parfois chanter et danser, et aussi le jour sur le parvis. Or en ce lieu ne doivent se chanter que des chansons chastes et pieuses. C'est pour ces raisons que nous en avons transcrites ci-dessus et en dessous. Elles doivent donc être utilisés avec modestie, en prenant garde de ne pas perturber ceux qui sont plongés dans la prière ou dans la dévotion contemplative. » |

Ces cantiques étaient donc écrits pour des pèlerins afin qu'ils puissent utiliser un registre « chaste et pieux » (littéralement : honnête et dévot, ou encore : digne d'estime et dévoué à l'égard de Dieu).
Ils sont rédigés en catalan, en occitan ou en latin. Bien que le recueil ait été réalisé à la fin du XIVe siècle  les styles musicaux utilisés semblent plus anciens. Par exemple, le motet Imperayritz de la ciutat joyosa contient deux textes différents qui pouvaient être chantés en même temps, un style qui était considéré comme démodé au moment de la constitution du manuscrit.
Ces cantiques possèdent de nombreuses caractéristiques de la musique traditionnelle ou des hymnes. Certains sont des monodies et d'autres sont construits en deux ou quatre parties polyphoniques non imitatives. Certaines monodies peuvent être chantées en canon. La simplicité relative de ces cantiques, couplées avec de fortes mélodies, ont contribué à assurer le succès postérieur de l'ouvrage. Ils figurent parmi les pièces de musique ancienne les plus souvent enregistrées de nos jours.

## Œuvres rescapées
Les dix œuvres musicales contenues dans ce manuscrit sont les suivantes :
1. O virgo splendens (« O Vierge resplendissante »)
2. Stella splendens (« Étoile brillante »)
3. Laudemus Virginem (« Louons la Vierge »)
4. Mariam, matrem virginem, attolite (« Célébrez Marie la vierge mère »)
5. Polorum Regina (« Reine des Cieux »)
6. Cuncti simus concanentes (« Chantons ensemble »)
7. Splendens ceptigera (« Souveraine resplendissante »)
8. Los set gotxs (« Les Sept Joies »)
9. Imperayritz de la ciutat joyosa / Verges ses par misericordiosa (« Impératrice de la cité joyeuse / Vierge à la miséricorde sans égale »)
10. Ad mortem festinamus (« Nous nous hâtons vers la mort »)

### O virgo splendens
Paroles :
| « Antiphona dulcis armonia dulcissime virginis Marie de Monteserrato. Caça de duobus vel tribus: O Virgo splendens hic in monte celso Miraculis serrato fulgentibus ubique quem fideles conscendunt universi. Eya pietatis occulo placato cerne ligatos fune peccatorum ne infernorum ictibus graventur sed cum beatis tua prece vocentur. » |  |  | « Antienne pleine aux douces harmonies à la douce Vierge Marie de Montserrat. Canon à deux ou trois voix : Oh vierge resplendissante, ici sur cette fière montagne Dont les prodiges éclatants se propagent en tout lieu Et que les fidèles gravissent tous ensemble. Va ! Pose ton regard bienveillant de piété Sur ceux entravés par leur péchés Afin qu'ils ne tombent pas dans les affres de l'enfer Mais qu'ils soient appelés auprès des saints grâce à ta prière. » |

### Stella splendens
Les paroles :

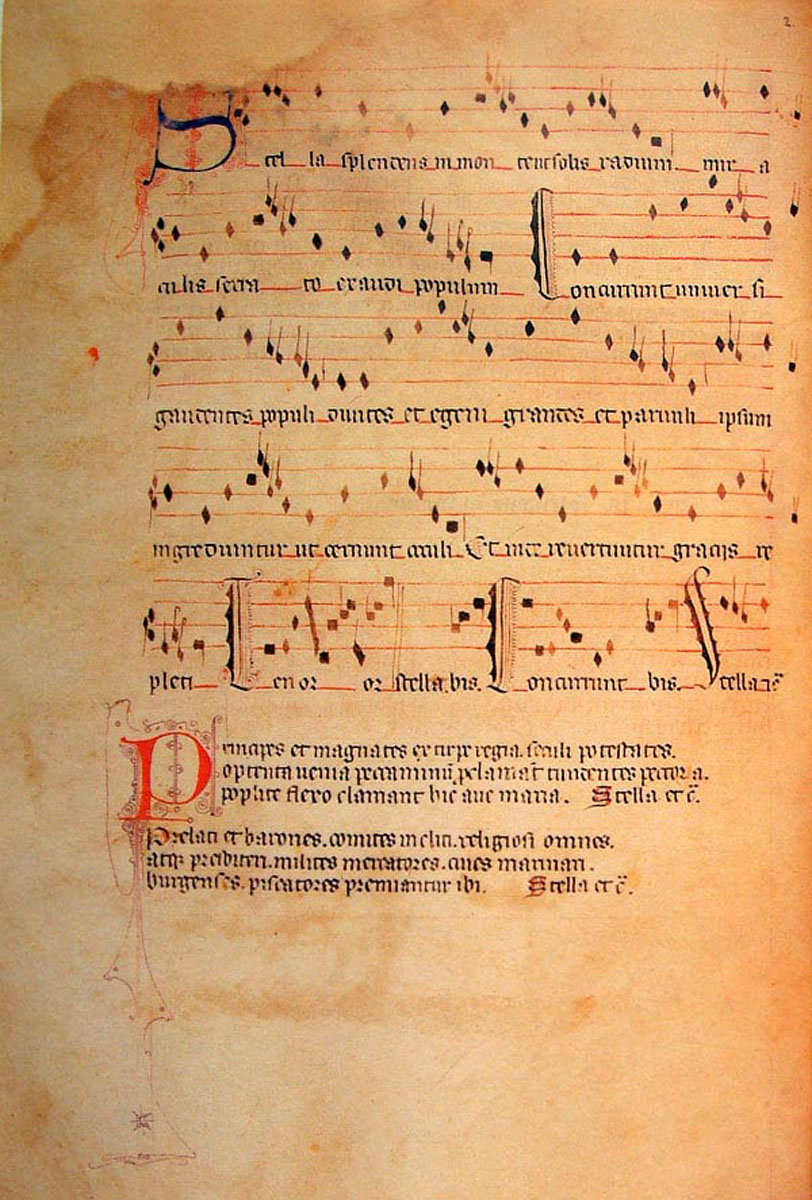
Stella splendens

| « Sequitur alia cantilena ad trepudium rotundum : Stella splendens in monte ut solis radium Miraculis serrato exaudi populum. Concurrunt universi gaudentes populi divites et egeni grandes et parvuli ipsum ingrediuntur ut cernunt oculi et inde revertuntur gracijis repleti. Principes et magnates extirpe regia saeculi potestates obtenta venia peccaminum proclamant tundentes pectora poplite flexo clamant hic : Ave Maria. Prelati et barones comites incliti religiosi omnes atque presbyteri milites mercatores cives marinari burgenses piscatores praemiantur ibi. Rustici aratores nec non notarii advocati scultores cuncti ligni fabri sartores et sutores nec non lanifici artifices et omnes gratulantur ibi. Reginae comitissae illustres dominae potentes et ancillae juvenes parvulae virgines et antiquae pariter viduae conscendunt et hunc montem et religiosae. Coetus hic aggregantur hic ut exhibeant vota regratiantur ut ipsa et reddant aulam istam ditantes hoc cuncti videant jocalibus ornantes soluti redeant. Cuncti ergo precantes sexus utriusque mentes nostras mundantes oremus devote virginem gloriosam matrem clementiae in coelis gratiosam sentiamus vere. » |  |  | « Suit une autre chanson à danser en rond : Étoile resplendissante sur la montagne, telle un rayon du soleil Sertie de miracles, Exauce les prières de ton peuple. Tous les peuples accourent ensemble, Remplis de joie; Riches et pauvres, Grands et humbles, Gravissent la montagne, Pour voir de leurs yeux Et en redescendent, Remplis par la grâce. Les princes et les Grands, Ceux de souche royale, Les puissances du siècle, Une fois obtenu Le pardon de leurs péchés, le proclament en se frappant la poitrine, C'est ici qu'à genoux, Ils clament « Ave Maria ». Les prélats et les barons, Les comtes illustres, Tous les religieux et tous les prêtres, Soldats, marchands, Citadins, marins, Bourgeois, Pêcheurs, Tous ici rendent grâce. Les paysans, les laboureurs, Mais aussi les notaires, Avocats, sculpteurs, Tous les charpentiers, Cantonniers et couturiers, Mais aussi les fileurs, Tous les artisans, Rendent grâce ici. Reines, comtesses, Illustres dames, Puissantes et servantes, Jeunes et humbles, Vierges et vieilles, Et puis les veuves, Et les religieuses escaladèrent Aussi cette montagne. Ces foules s'assemblèrent, Ici pour présenter leurs requêtes, Dire leurs remerciements, Et pour rendre grâce. Elles enrichirent ce lieu. Comme tous, en voyant ce spectacle, Elles apportèrent leur joie, Et purent repartir délivrées. Tous alors, des deux sexes, purifions Notre âme par la prière, prions avec dévotion La Vierge pleine de gloire, la mère de clémence. Puissions nous la voir dans les Cieux, vraiment, elle qui est pleine de Grâce. » |

### Laudemus Virginem
Ce chant est un canon à deux ou trois voix. 
« Laudemus Virginem Mater est et ejus filius Ihesus est 

Plangamus scelera acriter sperantes in Ihesum jugiter. »
Louons la Vierge qui est mère et son fils qui est Jésus.
Confessons sans faillir nos péchés
sans cesser d’espérer en Jésus.
André Gouzes, frère dominicain et compositeur français s'est inspiré du chant Laudemus Virginem pour composer l'antienne "Bienheureux ceux qui cherchent la paix" pour les fêtes des Saints Apôtres de sa Liturgie chorale du Peuple de Dieu. 

### Mariam matrem virginem
Les paroles sont les suivantes :
« Mariam Matrem Virginem attolite Ihesum Christum extollite concorditer.

Maria seculi asilum defende nos. Ihesu tutum refugium exaudi nos.

Iam estis nos totaliter diffugium totum mundi confugium realiter.

Ihesu suprema bonitas verissima. Maria dulcis pietas gratissima.

Amplissima conformiter sit caritas ad nos quos pellit vanitas enormiter.

Maria facta saeculis salvatio. Ihesu damnati hominis redemptio.

Pugnare quem viriliter per famulis percussus duris iaculis atrociter. »
Une interprétation en ligne :
- Mariam matrem virginem (MIDI file)

### Cuncti simus concanentes
Cette pièce est un virelai dont voici les paroles :
« Refrain: Cuncti simus concanentes: Ave Maria. (bis)

Virgo sola existente en affuit angelus.

Gabriel est appellatus atque missus celitus.

Clara facieque dixit ; Ave Maria. (bis)

Clara facieque dixit ; audite carissimi. (bis)

En concipies Maria ; Ave Maria. (bis)

En concipies Maria ; audite carissimi. (bis)

Pariesque filium ; Ave Maria. (bis)

Vocabis eum Ihesum ; Ave Maria. (bis) »
Cette pièce est intéressante par la variété des interprétations actuelles. Voici quelques exemples dont certains sortent du cadre de la musique ancienne :
- style "musique sacrée" par la chorale Allegro de Barcelone Cuncti simus concanentes ;
- style "arabo-andalou" par l'ensemble Sarband (en) ;
- style "folk" par le groupe Waraok ;
- style "musique gothique" par le groupe Arcana obscura.
- style "alternatif" par le groupe allemand Faun.

### Splendens ceptigera
Splendens ceptigera, Nostrisis advocata, Virgo puerpera

Tundentes pectora, crimina confitentes, Simus altissimo.

## Discographie sélective
Plusieurs enregistrements ont été réalisés dont :
- Llibre vermell de Montserrat. Hespèrion XX. (dir. Jordi Savall). 1979. (EMI-Reflexe 1C065-45-641)
- Llibre Vermell de Montserrat. Sarband. 1994. (Jaro Records OR554)
- Llibre Vermell de Montserrat & cantigas de Santa Maria. Alla francesca. 1995. (Opus 111 OPS 30-131)
- Llibre vermell. Canti di pellegrinaggio al Monte Serrato XIV secolo. Ensemble Micrologus. 1998. (Micrologus CDM 0002.2)
- The Black Madonna : Pilgrim Songs from the Monastery of Montserrat (1400-1420). Ensemble Unicorn (dir. Michael Posch). 1998. (Naxos 8.554256).
- Llibre Vermell. Capella de Ministrers. (direction : Carles Magraner. 2002. (Licanus CDM 0201)
- Llibre Vermell. Ensemble Millenarium, Chœur de chambre de Namur, Psallentes (en), Les Pastoureaux (dir. Christophe Deslignes). 2007 (Ricercar RIC 260)
- Llibre Vermell de Montserrat, ensemble vocal et instrumental Obsidienne. 2008.
- Un Llibre Vermell, chants et danses des pèlerins de Montserrat. La Camerata Vocale de Brive, La Capella Sylvanensis, le Concert dans l'Œuf (dir. Jean-Michel Hasler) (CD Collection Romane CR 106 / Distribution M10 2001)
- Le Livre Vermeil de Montserrat. La Camera delle Lacrime (dir. Bruno Bonhoure et Khaï-dong Luong). 2014 (Paraty 414125)